# Xenasma
Xenasma Donk – rodzaj grzybów z rodziny woskóweczkowatych (Xenasmataceae). W Polsce występuje jeden gatunek – Xenasma tulasnelloideum (tzw. żylaczka śluzowoszczkowata).

## Charakterystyka
Grzyby kortycjoidalne o owocniku rozpostartym, w stanie świeżym woskowatym lub galaretowatym, o gładkim hymenoforze i nieokreślonym brzegu. System strzępkowy monomityczny, strzępki ze sprzążkami, mniej lub bardziej posklejane. Są cystydy i cystydiole. Podstawki cylindryczne do niemal maczugowatych, typu pleurobazydium z 4 sterygmami i sprzążką bazalną. Bazydiospory kuliste do cylindrycznych, o powierzchni brodawkowatej do prążkowanej, słabo dekstrynoidalne. Grzyby nadrzewne, saprotrofy, powodujące białą zgniliznę drewna.
Xenasma wśród pleurobasydioalnych grzybów kortycjoidalnych wyróżnia się ornamentowanymi bazydiosporami i obecnością cystyd. Badania molekularne przeprowadzone przez Bindera i in. (2005) umieściły Xenasma w rzędzie gołąbkowców, ale powiązania z innymi rodzajami tego rzędu wydają się niejasne.

## Systematyka i nazewnictwo
Pozycja w klasyfikacji według Index Fungorum: Xenasmataceae, Russulales, Incertae sedis, Agaricomycetes, Agaricomycotina, Basidiomycota, Fungi.
Polską nazwę rodziny zaproponował Władysław Wojewoda w 2003 r.
Gatunki:
- Xenasma aculeatum C.E. Gómez 1972
- Xenasma amylosporum Parmasto 1968
- Xenasma longicystidiatum Boidin & Gilles 2000
- Xenasma parvisporum Pouzar 1982
- Xenasma praeteritum (H.S. Jacks.) Donk 1957
- Xenasma pruinosum (Pat.) Donk 1957
- Xenasma pulverulentum (Litsch.) Donk 1957
- Xenasma rimicola (P. Karst.) Donk 1957
- Xenasma subclematidis S.S. Rattan 1977
- Xenasma tulasnelloideum (Höhn. & Litsch.) Donk 1957
- Xenasma vassilievae Parmasto 1965

Nazwy naukowe na podstawie Index Fungorum.